# شیرفروش (فیلم ۱۹۶۵)
شیرفروش با نام اصلی سحرخیز (انگلیسی: The Early Bird) یک فیلم به کارگردانی رابرت اشر است که در سال ۱۹۶۵ منتشر شد. این فیلم در ایران با نام شیرفروش دوبله و پخش شد.

## بازیگران
- نورمن ویزدوم
- ادوارد چاپمن
- جری دزموند
- پدی اونیل
- برایان پرینگل
- ریچارد ورنون
- جان له ماژرر
- پیتر جفری
- پنی مورل
- مارجی لارنس
- فرانک تورنتون
- دندی نیکولز
- هری لاک
- مایکل بیلتون
- ایموجین هسل